# In a Lonely Place
In a Lonely Place (bra: No Silêncio da Noite; prt: Matar ou Não Matar) é um filme estadunidense de 1950, dos gêneros drama romântico e suspense, dirigido por Nicholas Ray, com roteiro de Andrew Solt e Edmund H. North baseado no romance In a Lonely Place, de Dorothy B. Hughes.

## Sinopse
Insatisfeito com a indústria cinematográfica, o bem-sucedido roteirista Dixon sente perder a criatividade. Uma jovem aspirante a escritora é encontrada assassinada e Dixon é o principal suspeito, pois no dia anterior ela o acompanhara até a casa dele. Sua vizinha, porém, testemunha a seu favor, pois a viu sair sozinha. Não convencido, um detetive resolve investigar, enquanto Dixon e a vizinha começam um romance. Frustrado pelos roteiros não concluídos e pressionado pela investigação, Dixon tem sucessivos ataques de agressividade, a ponto de a namorada já duvidar de sua inocência.

## Elenco
- Humphrey Bogart .... Dixon Steele
- Gloria Grahame .... Laurel Gray
- Frank Lovejoy .... det. Brub Nicolai
- Carl Benton Reid .... cap. Lochner
- Art Smith .... Mel Lippman
- Jeff Donnell .... Sylvia Nicolai
- Martha Stewart .... Mildred Atkinson
- Robert Warwick .... Charlie Waterman

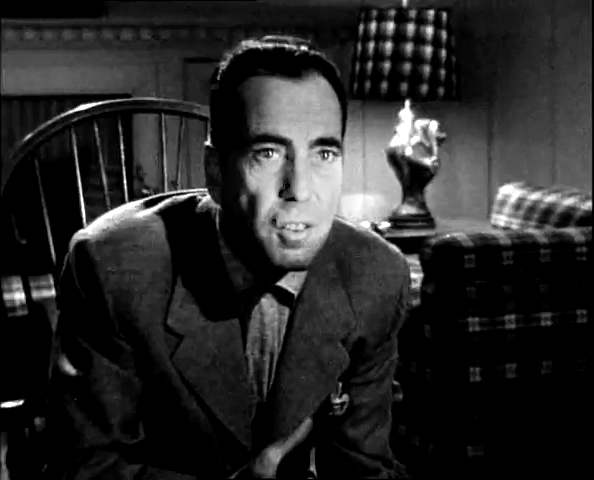
Humphrey Bogart em cena do filme

- Morris Ankrum .... Lloyd Barnes
- William Ching .... Ted Barton
- Steven Geray .... Paul
- Hadda Brooks .... cantora

## Recepção
Segundo o crítico brasileiro Rubens Ewald Filho, nesse filme Gloria Grahame (esposa do diretor Ray na época) consagrou-se como a melhor parceira de Bogart depois de Lauren Bacall.